# 杨朔异掌溪蟹
杨朔异掌溪蟹（学名：Heterochelamon yangshuoense）为溪蟹科异掌溪蟹属的动物。在中国大陆，分布于广西等地，一般生活于海拔500-1000米溪流中。